# Фердинанд Врангел
Фердинанд (Фјодор) Петрович Врангел (рус. Фердина́нд Петрович Врангель, Псков, 9. јануар 1797 — Дорпат, 6. јун 1870) је био барон, руски морепловац, поларни истраживач, адмирал, почасни члан Руске академије наука у Санкт Петербургу (1855), и један од оснивача Руског географског друштва.

## Порекло
Фердинанд Врангел потиче из немачке племићке породице из балтичке области. Био је син артиљеријског мајора Петра Лудвига Врангела (1760—1807) и његове жене Доротеје Маргарите Барбаре фон Фрајман (1768—1806). Његов деда се доселио из Данске и био је коморник на двору Петра III и Катарине II, али је пао у немилост и побегао из земље.
Учествовао је на путу око света бродом „Камчатка“ 1817 — 1819, који је водио Василиј Головњин. Од 1820. до 1824. истражује северни приморски појас источног Сибира, а од 1825. до 1827. води другу руску експедицију око света.
Од 1829. до 1835. био је губернатор руског дела Аљаске, а затим министар морнарице. Када је царска влада 1867. године продала Аљаску САД, жестоко је протестовао.
По њему је име добило Врангелово острво пред североисточном обалом Сибира у Чукотском мору и вулкански планински масив на Аљасци (4.939м).
Главни рад: „Путовање по северним обалама Сибира и по Леденом мору 1820—1825.“ (1841).